# Lake O’Hara
Lake O’Hara – jezioro górskie w Canadian Rockies w prowincji Kolumbia Brytyjska. Położone jest na terenie Parku Narodowego Yoho. Powierzchnia wynosi 34 ha, a maksymalna głębokość 38 m.
Do jeziora można dojechać drogą, która łączy jest autostradą transkanadyjską. Wypływający z O’Hara potok Cataract Brook płynie wzdłuż niej do jeziora Wapta. Nad brzegiem jeziora znajduje się wybudowane w 1926 roku schronisko Lake O’Hara Lodge. Około kilometra na wschód znajduje się jezioro Oesa.
Jezioro zostało nazwane na cześć Richarda O’Hara (1835-1924), podpułkownika Royal Artillery, który był prawdopodobnie pierwszym turystą, odwiedzającym tę okolicę. Nazwę nadał w 1894 roku Samuel Allen.